# E-5 (plataforma de satélite)
E-5, é a designação de uma plataforma de espaçonave multimissão projetada pelo OKB-1 baseada na E-2A ao final da década de 50. Seus possíveis objetivos eram: colocar o primeiro satélite artificial em órbita lunar e/ou fotografar o lado escuro da Lua com equipamentos de maior resolução.
Esse projeto dependia do sucesso de um novo foguete lançador o 8K73, com motor mais potente. Como esse projeto não foi adiante, a plataforma E-5 também não saiu da fase de projeto.